# 天主教捷斯教區
天主教捷斯教區（拉丁語：Dioecesis Thiesina）是塞內加爾一個羅馬天主教教區，屬達喀爾總教區。
教區成立於1969年2月6日，範圍包括塞內加爾西北部。2010年有教友54,124人（佔轄區總人口2.3%）、廿二個堂區、七十四名司鐸。現任教區主教為安德烈·圭耶。